# 281P/MOSS
281P/MOSS, provisorische Bezeichnung P/2013 CE31, ist ein periodischer Komet, der zur Jupiter-Familie gehört. Er wurde am 5. Februar 2013 von der Amateurastronomin Claudine Rinner im Rahmen des MOSS-Projektes (MOSS = Morocco Oukaimeden Sky Survey) entdeckt.
Rinner installierte ihr 500-mm-Newtonteleskop zusammen mit einer CCD-Kamera STL11000 in der Sternwarte in Oukaïmeden im Hohen Atlas in Marokko. Dies wurde durch eine Zusammenarbeit mit der Cadi Ayyad-Universität, Marrakesch innerhalb des MOSS-Projektes möglich. Rinner steuerte das Teleskop und die Kamera vom Observatorium Ottmarsheim aus.
Am 5. Februar 2013 entdeckte Rinner das Objekt 281P/MOSS und hielt es für einen Asteroiden. Es wurde, wie für Asteroiden üblich, 2013 CE31 genannt. Kurze Zeit später entdeckten Richard Wainscoat und Larry Denneau von der Universität Hawaii dasselbe Objekt auf Bildern, die sie am 9. Februar 2013 mit dem 1,8-Meter-Pan-STARRS-Teleskop gemacht hatten. Dieses bessere Teleskop zeigte für das Objekt einen winzigen Kometenschweif. Daraufhin wurde das Objekt als Komet identifiziert und erhielt den Namen P/2013 CE31 (MOSS). Später fand man nachträglich Bilder des Objektes auf früheren Aufnahmen aus den Jahren 2000 bis 2013.